# Carl Deiker
Carl Deiker (* 8. März 1879 in Düsseldorf; † 29. Oktober 1958 ebenda) war ein deutscher Tiermaler der Düsseldorfer Schule sowie Schriftsteller.

## Leben
Deiker wuchs als Sohn des Düsseldorfer Jagdmalers Carl Friedrich Deiker in Düsseldorf auf. Sein Onkel war Johannes Deiker, ebenfalls ein prominenter Jagdmaler. Von seinem Vater erhielt er eine erste künstlerische Ausbildung. 1894 besuchte er die Elementarklasse von Heinrich Lauenstein an der Kunstakademie Düsseldorf. Bis 1898 besuchte er außerdem die Kunstgewerbeschule Düsseldorf. Studienreisen führten ihn in den Harz, nach Tirol und Oberitalien. 1904 stellte er im Münchner Glaspalast aus, 1907 beteiligte er sich an der Großen Berliner Kunstausstellung. Seine Gedichtsammlungen Epheuranken (1901) und Irrlichte schmückte er mit Buchillustrationen.
Deiker war Mitglied des Künstlervereins Malkasten. 1910 gründete Deiker mit dem Düsseldorfer Journalisten Wilhelm Pieper (1885–1945) und anderen einen Ausschuss, um über Maßnahmen zum Schutz des Schriftstellers Karl May zu beraten. Karl May war ab 1904 durch verschiedene Veröffentlichungen des Journalisten und Politikers Rudolf Lebius öffentlich attackiert worden. Am 27. September 1910 besuchten Karl May und seine zweite Frau Klara Deiker in dessen Wohnung in der Böcklinstraße 14, Düsseldorf-Grafenberg.